# Sphaeridiotrema globulus
Sphaeridiotrema globulus är en plattmaskart. Sphaeridiotrema globulus ingår i släktet Sphaeridiotrema och familjen Psilostomatidae. Inga underarter finns listade i Catalogue of Life.